# Fredrikke
Fredrikke est un prénom féminin danois.

## Prénom
- Pour l'ensemble des articles sur les personnes portant ce prénom, consulter :
  - la liste des articles dont le titre commence par ce prénom
  - les listes produites par Wikidata : Liste des personnes de prénom « Fredrikke » — même liste en incluant les éventuels prénoms composés qui contiennent « Fredrikke ».
- Fredrikke Egeberg (1815-1861), pianiste et compositrice norvégienne
- Fredrikke Mørck (1861-1934), féministe et femme d'affaires norvégienne
- Fredrikke Nielsen (en) (1837-1912), actrice populaire norvégienne
- Fredrikke Palmer (en) (1860-1947), illustratrice américano-norvégienne
- Fredrikke Marie Qvam (1843-1938), féministe et femme politique norvégienne
- Fredrikke Helene Schwirtz (en) (1819-1870), actrice et soprano d'opéra dano-norvégienne
- Fredrikke Waaler (en) (1865-1952), compositrice et violoniste norvégienne

## Référence
1. ↑  (en) « 10th Century Frisian Masculine Names », sur heraldry.sca.org (consulté le 28 décembre 2017)